# 砂の上のロビンソン
砂の上のロビンソン（すなのうえのロビンソン）は、上野瞭の小説、またそれを元にしたテレビドラマおよび映画、演劇。1985年から86年にかけて京都新聞に連載され、1987年に新潮社より刊行された。それまで児童文学を手がけてきた著者による、初めての一般向け小説。

## あらすじ
住宅展示場のモデルハウスに1年間住むとその家と土地をもらえることになったサラリーマン一家の家族崩壊を描いた物語。不動産会社の企画に応募して見事にその権利を射止めた木戸周平とその一家はモデルハウスに住むことになるが、不動産会社の広告として、その監督のもと「理想の家族」を毎日やってくる他人の見学者の前で演じる羽目になる。しかも日曜日には大勢の見学者の前で決められた台本の通りの台詞とともに食事をしなければならない。さらには近所や仕事仲間からの羨望とねたみ、子供たちへのいじめが重なり、家族はだんだんストレスがたまっていく。ある日周平は日曜の食卓で「こんなの、砂の上のロビンソン・クルーソーみたいだよ」と台本に無い台詞を吐いた後、衆目の面前で家を出て行き、そのまま失踪する。数日後、非行グループに加担した次男は毎晩ホームレスを襲撃して楽しんでいたが、負傷したホームレスにとどめを刺そうと凶器を振り上げた目の前で必死にかばった別のホームレスは、変わり果てた父親の周平だった。

## ドラマ
- NHKドラマ人間模様（1988年1月9日 - 1月30日放送）

### 出演
- 木戸周平：田中邦衛
- 木戸涼子：木の実ナナ
- 宮辺：麻生祐未
- 木戸草平：小野隆
- 木戸恭平：坂詰貴之
- 木戸葉子：鎌倉幸
- 津田：中島陽典
- 土屋多美：志水季里子
- 梶岡の母：紅萬子
- 中川：上野真紀夫
- 梶岡：川上恭尚
- 大坪：岸谷圭祐
- 通行人：田口哲
- 客：千葉保
- 見学者：小松健悦
- 長淵先生（声）：山下幸奈
- テレビ局スタッフ：生瀬勝久、三好里美
- リコモーション
- アクタープロ
- 東京宝映

### スタッフ
- 原作：上野瞭
- 脚本：冨川元文
- 音楽：中村滋延
- 制作：山本壮太
- 美術：川上潔
- 技術：竹中武
- 効果：村中向陽
- 撮影：木下勝博
- 照明：池辺隆夫
- 音声：渋谷保
- 演出：佐藤幹夫、広川昭
- 制作： NHK（大阪放送局）※ノンクレジット

## 映画
1989年9月15日公開、105分、配給ATG

### キャスト
- 大地康雄 - 木戸周平
- 浅茅陽子 - 木戸涼子
- 橋本俊一 - 木戸恭平
- 鈴木武次郎 - 木戸草太
- 浅川奈月 - 木戸葉子
- 高橋ひとみ - 津田早苗
- 森本レオ - 野瀬
- 下絛アトム - 深見課長
- 石橋蓮司 - 渋谷部長
- 風見章子 - 山崎たき
- 多々良純 - 清水文雄
- 団令子 - 不動産屋重役
- 大塚周夫 - 不動産屋重役
- 長門裕之 - 間淵
- 西川きよし - 電車のサラリーマン
- 片桐はいり - スーパーの買物客

### スタッフ
- 監督・脚本：すずきじゅんいち
- 音楽：二橋潤一
- プロデューサー：伊藤秀裕、内田武樹、石井渉、深沢日出夫
- 協賛：ミサワホーム、キリンビール
- 製作者：静間順二、風岡和義、升水惟雄
- 製作：ビッグバン、ウルトラ企画、ジャパンホームビデオ